# 야나카촌
야나카촌(谷中村)은 도치기현 시모쓰가군에 있던 촌이다. 아시오 광독 사건으로 인해 강제 폐촌이 되었다. 1906년 이후 같은 군에 위치한 후지오카정에 편입되었다. 현재의 와타라세 유수지에 있었고. 구 하야국에 속하였다.

## 역시
와타라세강·파파강·오모이가와의 합류 지점 부근에 있었다. 마을의 북쪽은 아카마 촌으로, 사이에는 아카마 늪, 아카시부 늪, 이시카와 늪, 마에하라 늪이 있었다. 서쪽은 구 우에노 국(군마현) 에비세 지구로, 다이쇼 7년(1918년)에 후지오카 대지를 개삭·통수하기 이전에는, 와타라세강이 「7곡선」이라고 불리며 굴곡져 경계를 흐르고. 이것은 현재도 도치기·군마 양현경의 형태로서 계승되고 있다.
무로마치 시대부터 이 땅은 비옥한 농지로 알려져 있었다. 에도시대에는 주로 후루카와 번이 개척했다. 당시부터 홍수가 빈발하고 있었기 때문에, 후루카와번은 이 땅의 연공을 큰폭으로 감면하는 조치를 취했다. 그러나, 홍수가 없는 해의 수확은 매우 커서, 1년 수확이 있으면 7년은 먹을 수 있다고 할 정도였다고 한다.
1888년에 전국에서 시정촌 제도 개정이 있어, 우치노, 에게노, 시모노미야의 3촌이 합병해 야나카촌이 성립하였다.
주요 산업은 벼농사와 농업을 중심으로 삼는 벽돌공장도 있었다. 아카마누마 등에서 어업도 이루어지고 있었다. 자세한 기록은 남아 있지 않지만, 전 촌민의 시마다 소조에 의하면 면적 13평방 킬로미터, 인구 2700명, 호수 450호라고 한다.
토지를 늘리기 위해 당시 마을에 있던 아카마누마 둑의 위치를 바꾸려다 실패하였고, 둑이 무너지면서 늪의 물이 마을 안으로 흘러들어 이후 폭우가 쏟아질 때마다 둑이 무너진다고 한다.

## 아시오 광독 사건
메이지 중기 이후에는 와타라세 강이 범람할 때마다 이타쿠라 정 등과 함께 아시오 광독 피해를 입었고 이후 광독 반대 운동의 중심지가 되었다.
1902년 정부는 광독을 침전시킨다는 명목으로 와타라세 강 하류에 유수지를 만드는 계획을 세운다. 그러나 예정지인 사이타마현 기타사이타마군 가와베촌 도시마촌(현재의 가조시 기타카와베지구)는 반대가 심해 이듬해 예정지가 야나카촌으로 변경되었다.
1903년 1월 16일, 도치기현회에 제안되었던 야나카촌 유수지화안이 폐안되었다. 이 시점에서 야나카촌의 장래에 위기를 느낀 그는 1904년 7월 30일부터 실질적으로 야나카촌으로 이주했다.
1904년, 도치기현은 제방공사를 명목으로 와타라세강의 제방을 파괴. 이후 야나카촌에 비가 올 때마다 홍수가 났다. 동년 12월 10일, 도치기현회는 비밀회에서 야나카촌 매수를 결의. 이때 야나카촌 유적을 지키는 모임에 따르면 인구 2500명에 가구 수 387가구. 면적 1000정보
광독에 의해 작물이 자라지 않게 된 시점의 가격이 기준이었기 때문에, 매수가격은 1보당 논이 20엔, 밭이 30엔으로, 인근 마을에 비해 매우 쌌다( 약 5분의 1이라고 한다).
말기에는 광독으로 면세가 돼 많은 촌민이 선거권을 잃어 촌장감이 없어져 버렸고. 이에 따라 마지막 촌장은 시모쓰가 군의 서기관 스즈키 도요조(鈴木豊三)가 관장 촌장이라는 형식으로 겸임했다. 스즈키는 세금 미납 등을 이유로 촌민들의 토지를 압류하는 등 폐촌에 협력하였다.
도치기현은 1906년 3월, 4월 17일까지 철거하라고 마을 주민들에게 소개시켰다.  3월 31일 마을에 3개가 있었던 초등학교 중 2개가 야나카촌회의 의결을 거치지 않고 강제 폐교 되었다.(나머지 하나는 후지오카 정립은 1913년 3월 말까지 존속하였다). 4월 15일, 야나카촌회는 후지오카정에 편입 합병안을 부결. 5월 11일, 도치기현은 7월 1일에 다니나카을 후지오카정에 편입한다고 발표하였고 7월 1일, 관장 촌장인 스즈키는, 도치기현에, 야나카촌(谷中村)은 후지오카정에 편입했다고 보고받았고, 야나카촌은 강제 폐촌이 되었다. 이 시점에서의 인구는 시마다의 추계로 1000명, 호수 140호. 그러나, 일부의 촌민은 마을에 계속 살았던걸로 알려졌다.
1907년 1월, 정부는 토지 수용법의 적용을 발표하였다. 마을에 남으면 범죄자가 되어 체포하겠다는 협박을 하여 수많은 마을 주민이 마을 밖으로 내보냈다. 대부분은, 인근의 후지오카정이나 이바라키현 사시마군 후루카와정(현재의 후루카와시)등의 친척집에 몸을 의지하였다. 이 해, 시마다에 의한 추계로 마을의 인구 400명, 호수 70호. 끝까지 물러서지 않았던 마을 주민은 6월 29일부터 7월 2일에 걸쳐 강제 집행에 의해 파괴되었다. 파괴된 호수는 16(제내 13호, 제상 3호). 그러나 이 16호(다나카 마사조도 포함한다)는 그 후에도 마을에 계속 살았다(후에 1호 감소).
1908년 7월 21일, 정부는 야나카촌 전역을 하천 지역으로 지정되었다.
1911년, 구타니나카촌민의 홋카이도 도코로군 사로마베츠 벌판으로 이주가 개시. 이 땅은 현재의 도코로군 사로마정 도치기이다. 그러나 이주민 대부분이 정착하지 못하고 이후 귀현 활동으로 변천하게 되었다.
1912년, 매수액을 부당하다고 하는 재판의 판결이 나온다. 매수액은 늘었지만 촌민들은 불만이라며 항소. 1919년에는 매수액을 50% 증가라고 하는 판결이 나왔지만, 촌민들에게는 이미 재판을 계속할 기력이 남아 있지 않아, 그대로 확정되었다.
1914년 잔류 촌민들이 다나카 마사조(田中正造)의 영혼을 모시는 다나카 레이사(田中靈祀)를 건립하다가 하천법 위반으로 연행되어 재판에서 벌금형을 받았다. 이와 같은 재판은 이전에도 여러 예가 있다. 모두 판잣집에 살고 있던 전 촌민이 판잣집의 수리를 했을 때에 하천법 위반하여 추궁을 당했었다.
1917년 2월 25일경 잔류 촌민 18명이 후지오카정으로 이주하였으며, 대부분 무인 상태가 되었고, 다나카 레이지도 같은해 3월 후지오카정으로 이주했다.
그 후 현재까지 사람이 없는 상태이지만, 도치기시 후지오카 지역 내에 구 야나카촌 합동 위령비가, 와타라세 유수지 내에 야나카촌 동사무소 터, 카미나리덴 신사 터 등의 유구가 있어 견학이 가능하다.

## 참고문헌
- 『谷中村滅亡史』（荒畑寒村、1907年）
- 『藤岡町史 資料編 谷中村』（藤岡町、2001年）
- 渡良瀬川研究会 編 『田中正造と足尾鉱毒事件研究』 第15号、随想舎、2009年
- 古河歴史博物館 編 『古河歴史博物館紀要　泉石』 第7号、古河市、2004年